# Offenbach-Tempelsee
Tempelsee er en bydel i Offenbach am Main. I december 2015 havde Tempelsee omkring 4.800 indbyggere.
50°05′04″N 8°47′00″Ø / 50.0844°N 8.7833°Ø